# 安娜·佩普洛夫斯基
安娜·佩普洛夫斯基（英語：Anna Peplowski，2002年9月25日—），美国女子游泳运动员，2023年世界游泳锦标赛女子4×200米自由泳接力银牌得主、2024年夏季奥林匹克运动会女子4×200米自由泳接力银牌得主。